# Königin-Sophia-Gymnasium Sanok

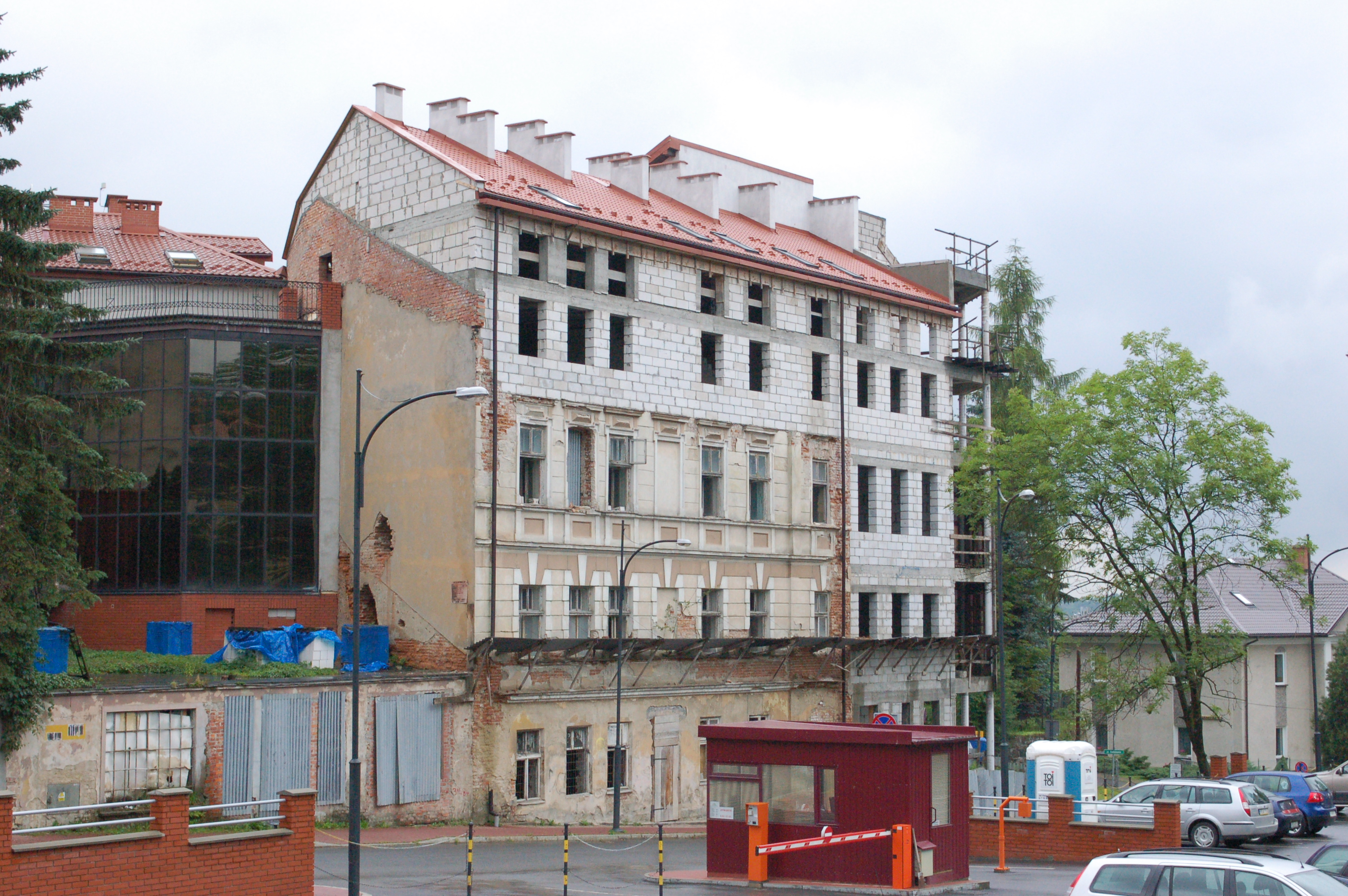
Die historische Substanz des Gymnasiumgebäudes (1880–1883) und das ehemalige Haus des Statthaltereirats Maksymilian Siemianowski an der Kreuzung Zamkowa/Cerkiewna-Straße. Das Gebäude verschwand fast vollständig unter dem Neuenhaus.

Das Königin-Sophia-Gymnasium ist eine allgemeinbildende Schule in der 2. Sanoker Innenstadt. Die Schule befindet sich westlich der Innenstadt unter dem Parkberg.

## Geschichte
Die Schule wurde 1880 auf Beschluss des Kultusministeriums (Cisleithanien) von Paul Gautsch von Frankenthurn als „K. K. Männergymnasium zu Sanok“ (1912 „Königin-Sophia-Gymnasium und Lyzeum Staatlisches“)
im Haus in der Cerkiewna-Straße, des damaligen Siemianowski-Stiftungshauses und weitere Bauwerke auf der gleichen Straße eingerichtet.
Sie wurde im ersten Schuljahr von 63 ausschließlich männlichen Schülern besucht. Schülerinnen wurden ab 1908 aufgenommen.
1883 wurde von der Schule beim Gemeinderat der Stadt ein Neubau beantragt und von Bürgermeister Cyryl Ładyżyński eröffnet.
Im Frühling 1915 bis 1916, dann unter russischer Besetzung der westlichen Teile Galiziens machten die bisherigen österreichisch-galizischen Schüler die Matura an den Gymnasien in Wien. Mit Kriegsbeginn 1939 wurde das Schulgebäude als Lazarett genutzt. Während des Krieges nur im Rahmen des NS-Staates die dortige Polnische-Öffentliche-Handelsschule funktioniert.
Im Oktober 1944 konnten die Professoren wieder mit einigen Klassen eines Gymnasiums für Mädchen und Jungen im „Buda“ beginnen.
Die Schule wurde 1983 in General Karol Świerczewski-Gymnasium umfirmiert.
Ab 1973 wurde von der Schule beim Unterrichtsministerium ein Neubau an der Zagrody-Straße eingegeben. Derzeit können die Schüler nach dem Gymnasium zwischen vier Typen von weiter bestehenden anderen Schulformen wählen.
Diese Tradition wird heute durch das I. Allgemeinbildende Lyzeum „Kommission für die nationale Bildung“ (poln.  I Liceum Ogólnokształcące im. Komisji Edukacji Narodowej w Sanoku) weitergeführt.
Im Dezember 1990 wurde die Schule wieder nach Königin Sophia benannt.

## Bekannte Schüler
- Bohdan-Ihor Antonytsch
- Katarzyna Bachleda-Curuś
- Zdzisław Beksiński
- Kazimierz Świtalski
- Janusz Szuber
- Marian Pankowski
- Orest Lenczyk

Seit 2014 erinnert ein Denkmal vor der Schule an berühmte ehemalige Schüler.

## Tourismus
Auf den Spuren des „Guten Soldaten Švejk“ kann man längst der neuen Pfadstrecke von Humenné bis in das heutige galizische Gymnasium-Gebäude an der Sobieski-Straße in der Stadt Sanok gelangen, wo sich das legendäre Hotel der Name „Zum Drei Rosen“ nach Motiven des berühmten Romans von Jaroslav Hašek und die Gasse des „Guten Soldaten Švejk“ befindet.
 Der Radweg- und Fernwanderweg "Auf den Spuren von Schwejk" beginnt in Tschechien und weiter nach Österreich, Ungarn, Humenné, Sanok nach Przemyśl.

## Bildergalerie

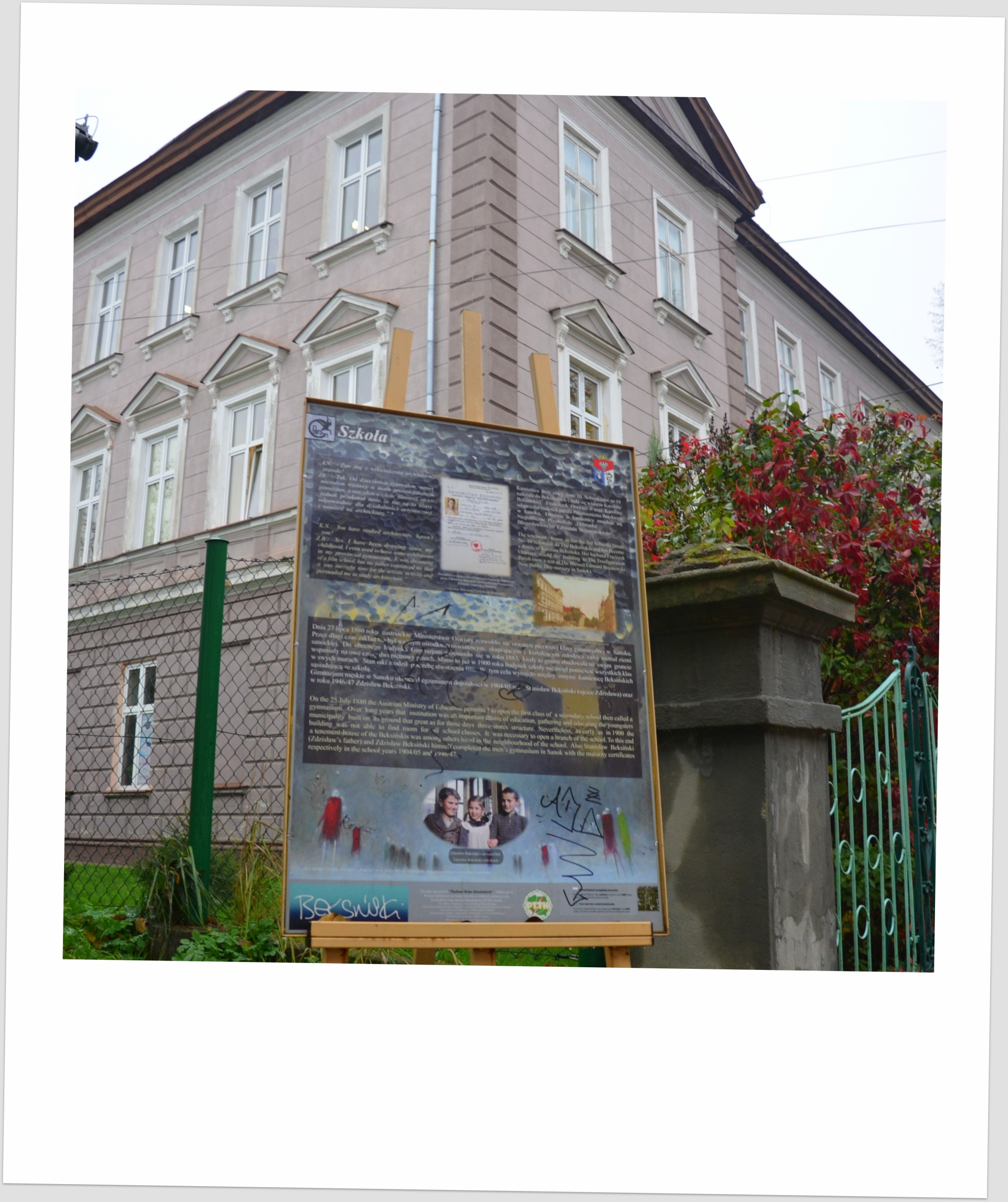
Gymnasium Gebäude mit Informationstafeln zum Zdzisław Beksiński "Weg des Erinnerns"
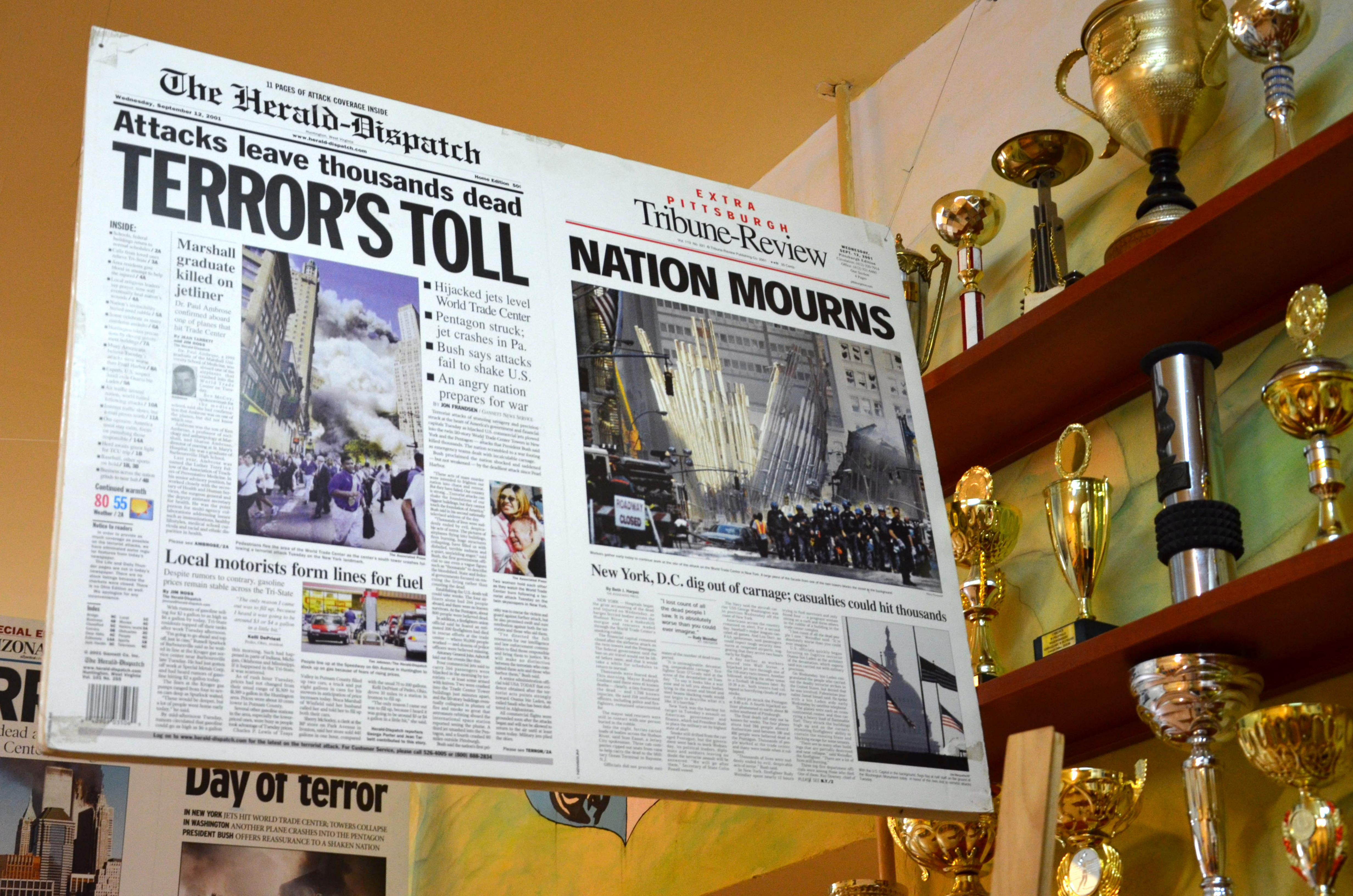
Königin-Sophia-Gymnasium Halle - Galerie (2013)
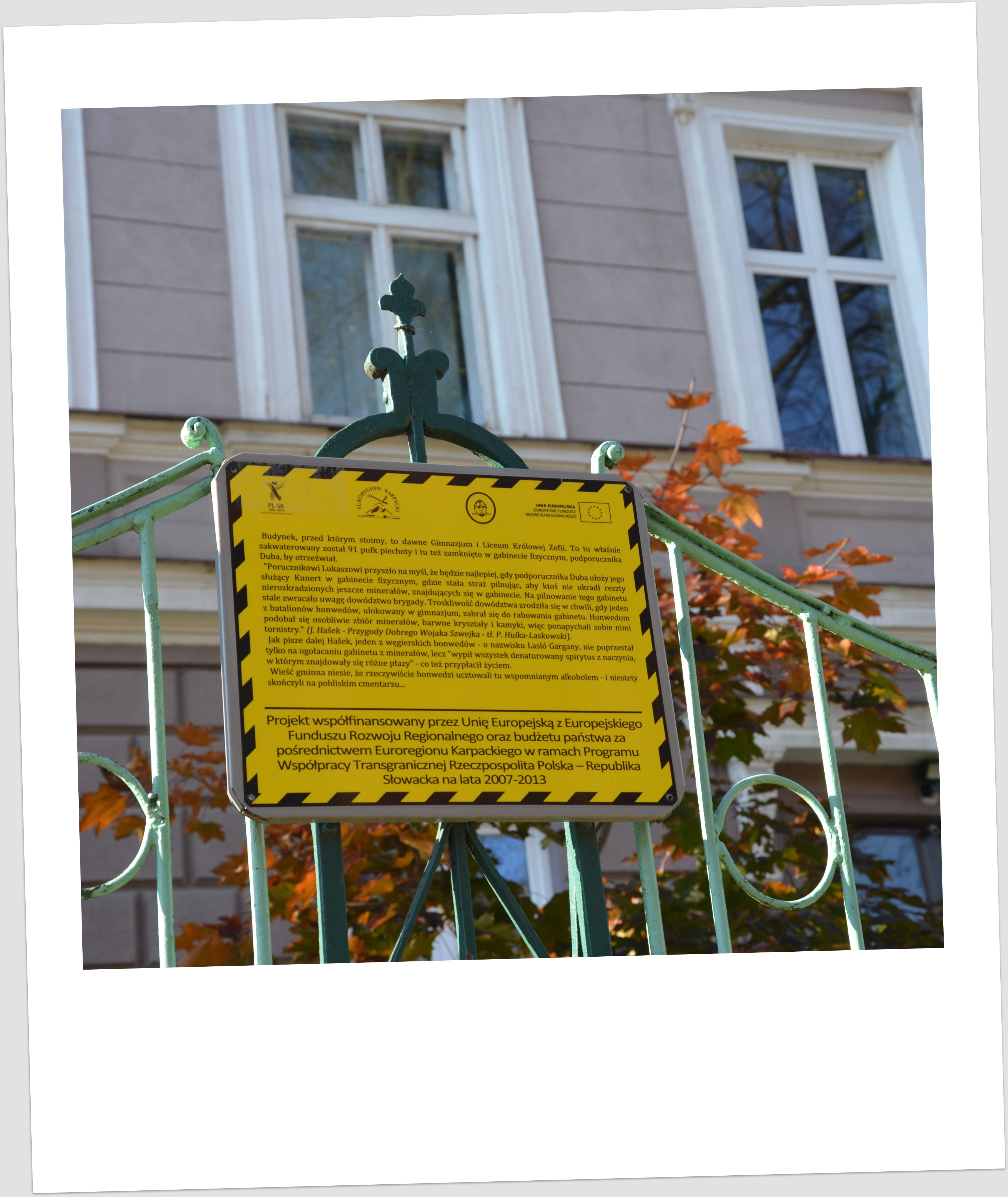
Gymnasium Gebäude mit Informationstafeln Auf den Spuren von Schwejk